# 小蓋布克河

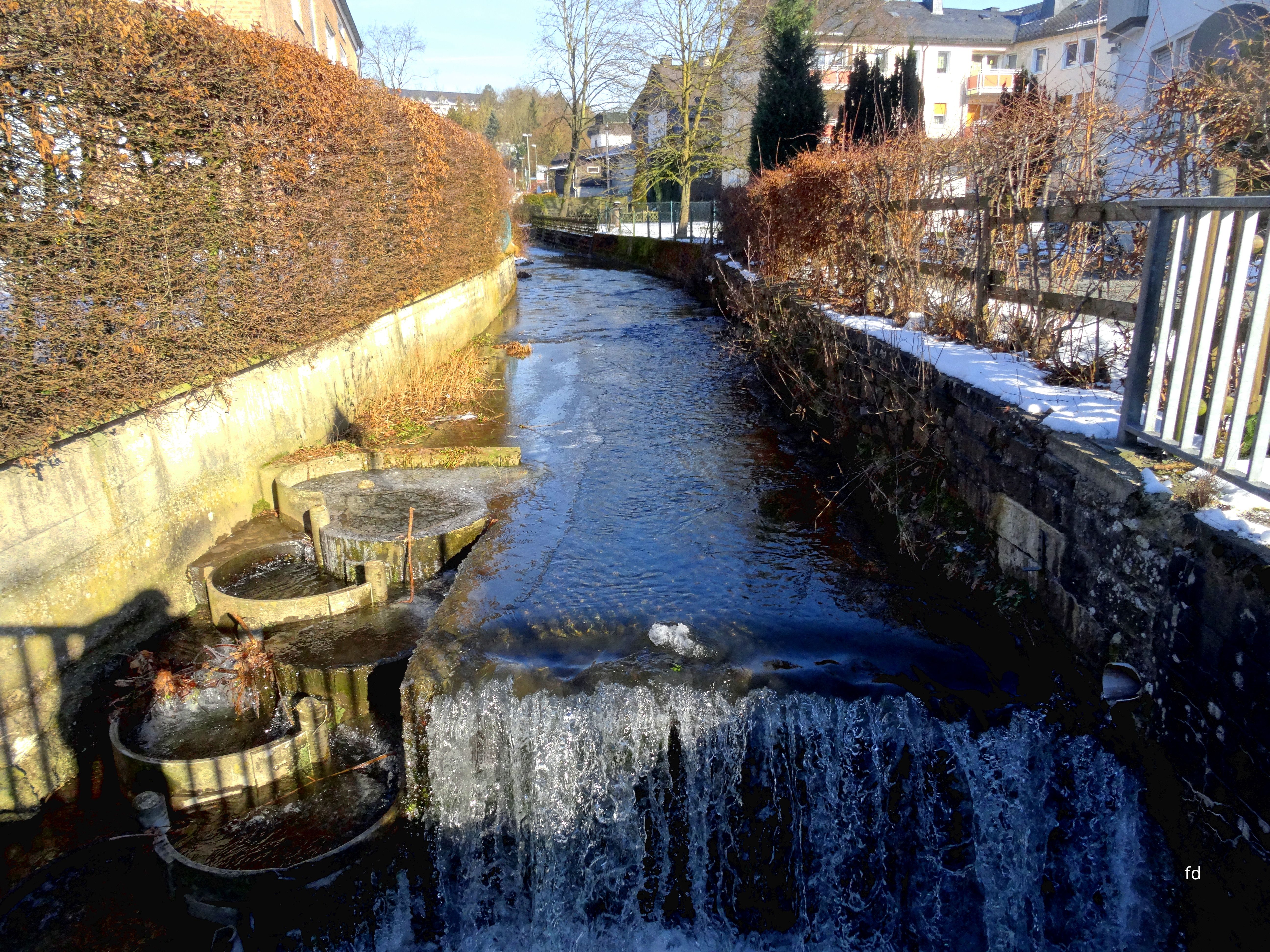

51°20′59.13″N 8°16′14.89″E / 51.3497583°N 8.2708028°E
小蓋布克河（德語：Kleine Gebke），是德國的河流，位於該國西部，處於北萊茵-威斯特法倫州，屬於魯爾河的右支流，河道全長4.9公里，流域面積4.3平方公里，河口處在梅舍德。